# هاشم بن عبد مناف
هَاشِمُ بْنُ عَبْدِ مَنَافِ بْنِ قُصَيٍّ القُرَشِيُّ الكِنَانِيُّ (نحو 127 ق هـ - نحو 102 ق هـ = نحو 500 - نحو 524 م،) هو الجد الثاني للنبي محمد صلى الله عليه وسلم، وجد أبو طالب وقثم والعباس وحمزة وصفية وعاتكة وأروى وأبو عبد المطلب وأسد ورقية . عظم قدره بعد أبيه، وإليه يُنسب الهاشميون. وهو أول من سن الرحلتين لقريش: رحلتي الشتاء والصيف إلى متجرتي اليمن والشام وأول من أطعم الثريد بمكة. يقول ابن إسحاق أن اسمه كان عمرو وأن تسميته هاشم كانت لهشمه الخبز لعمل الثريد بمكة لقومه سنة المجاعة. وفي ذلك قال مطرود بن كعب الخزاعي:
كان هاشم موسراً غنياً، ويعمل بالتجارة، وكان يتولى أمور السقاية والرفادة. توفي بمدينة غزة من أرض الشام في فلسطين عند بني عم قبيلة قريش من كنانة وهم بنو عمرو بن كنانة، وقبره معروف هناك بمسجد السيد هاشم. ولذلك تدعى مدينة غزة بغزة هاشم. وكان قد تزوج من أهل يثرب من قبيلة بني النجار.

## نسبه
- هو : هاشم واسمه عمرو بن عبد مناف بن قصي بن كلاب بن مرة بن كعب بن لؤي بن غالب بن فهر بن مالك بن النضر بن كنانة بن خزيمة بن مدركة بن إلياس بن مضر بن نزار بن معد بن عدنان.[2]

قال البلاذري: تكنى أبا نضلة، وقال ابن سعد في طبقاته: وكان هاشم يكنى أبا يزيد وقال بعضهم بل كان يكنى بابنه أسد بن هاشم.
- أمه : عاتكة بنت مرة بن هلال بن فالج بن ذكوان بن ثعلبة بن بهثة بن سليم بن منصور بن عكرمة بن خصفة بن قيس عيلان بن مضر بن نزار بن معد بن عدنان.

اجتمعت كلمة المؤرخين وأهل النسب على هذا. وهي إحدى العواتك اللواتي ولدن النبي، وكان النبي يذكرهن كثيراً.

## زوجاته
- سلمى بنت عمرو بن زيد بن لبيد النجارية الخزرجية، وولدت له: عبد المطلب والشفاء.
- أميمة بنت أد بن علي القضاعية من بني سلامان بن سعد هُذَيم، وولدت له: نضلة.
- قَيْلة بنت عامر بن مالك المصطلقية الخزاعية، وولدت له: أسد.
- هند بنت عمرو بن ثعلبة الخزرجية، وولدت: صَيْفي وأبو صَيْفي.
- واقدة بنت أبي عدي بن عبد نهم المازنية، وولدت له: ضعيفة وخالدة.
- أم عدي بنت حبيب بن الحارث الثقفية، وولدت له: حية.

## أولاده
- عبد المطلب بن هاشم، ولد في يثرب.
- أسد بن هاشم. وهو جد علي بن أبي طالب لأمه.
- صيفي بن هاشم.
- أبو صيفي بن هاشم.
- نضلة بن هاشم.
- الشفاء بنت هاشم.
- خالدة بنت هاشم.
- ضعيفة بنت هاشم.
- رقية بنت هاشم.
- حية بنت هاشم.

## وفاته
توفي بمدينة غزة أثناء رحلة الصيف ودفن فيها، لذلك سميت غزة بـ«غزة هاشم».

## منزلته عند الشيعة
يعتبره بعض علماء الشيعة شخصيةً مُبجَّلةً، ووردت روايات أنه في الجنة وباقي أجداد النبي. فجاء في بحار الأنوار وكتاب كمال الدين: «عن محمد بن أيوب، عن صالح بن أسباط، عن إسماعيل بن محمد وعلي بن عبد الله، عن الربيع بن محمد السلمي، عن سعد بن طريف، عن الأصبغ بن نباتة قال: سمعت أمير المؤمنين يقول: والله ما عبد أبي ولا جدي عبد المطلب ولا هاشم ولا عبد مناف صنمًا قط، قيل: فما كانوا يعبدون؟ قال: كانوا يصلون إلى البيت على دين إبراهيم متمسكين به.»

## وصلات خارجية
- الروض الأنف
- السيرة النبوية لابن هشام

| سبقه عبد مناف | نسب النبي محمد | تبعه عبد المطلب بن هاشم |

1. ↑  أنجبوا زينب الصغرى وأم سلمة وميمونة وخديجة وفاطمة وأمامة
2. ↑  أنجبت رملة بنت علي وأم الحسن بنت علي
3. ↑  أنجبت يحيي ومحمد الأصغر وقيل عون
4. ↑  أنجبت أبو بكر بن علي وعبيد الله بن علي
5. ↑  أنجبت العباس بن علي وعثمان بن علي وجعفر بن عليو عبد الله بن علي بن أبي طالب
6. ↑  أنجبت محمد الأوسط بن علي
7. ↑  أنجبت عمر بن علي ورقية بنت علي
8. ↑  أنجبت محمد بن الحنفية